# Der kleine Eisbär
Der kleine Eisbär ist die Kinderbuchreihe des niederländischen Autors Hans de Beer, die seit 1987 im NordSüd Verlag erscheint.
Im Fernsehen ist der kleine Eisbär seit 1992 zu sehen, zunächst in kurzen 5-Minuten-Folgen in der Sendung mit der Maus. 2001 und 2005 folgten die Kinofilme Der kleine Eisbär sowie Der kleine Eisbär 2 – Die geheimnisvolle Insel. 2002 erschien eine TV-Serie mit 13 längeren Episoden, die anschließend zusammengeschnitten und als zusammenhängende Filme auf DVD und Video veröffentlicht wurden.
Ein Großteil der Bücher über den kleinen Eisbären wurde außerdem als Hörspiel vertont.

## Entstehung
Hans de Beer versuchte nach seinem Illustrationsstudium in Amsterdam vergeblich, seine Examensarbeit über einen kleinen Eisbären, der auf einer Eisscholle davon treibt, bei einem Verlag unterzubringen. Auf der internationalen Kinderbuchmesse in Bologna traf er auf die Schweizer Verlegerin Brigitte Sidjanski, die die Möglichkeiten dieser schlichten und freundlichen Geschichte erkannte. So kam es, dass das Buch 1987 zuerst auf Deutsch erschien.
Nach dem großen Erfolg, den Hans de Beer mit dem ersten Buch hatte, bieten die weiteren Lars-Bände im Wesentlichen immer eine Variation der gleichen Geschichte vom Hänschen klein, das die weite Welt kennenlernt, Heimweh bekommt und wieder heimkehrt.

## Handlung
Die Hauptfigur ist Lars, ein kleiner Eisbär, der mit seinen Eltern am Nordpol lebt. Gemeinsam mit seinen Freunden oder alleine schlittert er von einem Abenteuer ins nächste und muss nicht selten von Erwachsenen gerettet werden.
Lars hat viele Freunde, die er bei seinen zahlreichen Abenteuerreisen kennenlernt, und einige Freunde am Nordpol, zu denen seine Eltern Mika und Frieda, aber auch Greta und ihre Schwester Oxana, die ebenfalls Eisbärinnen sind, gehören. Des Weiteren kommen die Figuren Björn, ein Eisbär, dessen Eltern nur auf der Durchreise sind, die Geschwister Lena, Hugo und Verena (Schneehasen), Robby, ein Seehund, und Caruso, ein Pinguin, in der Serie vor. Zu Lars’ Freunden gehören zudem der Papageientaucher Yuri, die Schneegans Pieps, der Tiger Theo und dessen Vater Balthasar, sowie der Schlittenhund Nanouk. Weitere Figuren der Serie sind die vier Lemminge Daniel, Fabian, Stefan und Thomas, das Walross Sopho und das Flusspferd Hippo.

## Bücher
Mit Kleiner Eisbär, wohin fährst du? erschien 1988 der erste Teil der „Kleine Eisbär“-Reihe, vier Jahre später erschienen der zweite Teil Kleiner Eisbär, komm bald wieder! und der Dritte Kleiner Eisbär, nimm mich mit!, im Jahr 1998 erschienen die Teile Kleiner Eisbär, kennst du den Weg? und Der kleine Eisbär und der Angsthase. Ein Jahr später folgte Kleiner Eisbär, lass mich nicht allein!.
2001 wurde Kleiner Eisbär, hilf mir fliegen! veröffentlicht, das Buch zum Film: Der kleine Eisbär 2 und Der kleine Eisbär rettet die Rentiere folgten im Jahr 2005. Kleiner Eisbär in der Walbucht erschien als neunter Teil der Buchreihe im Jahr 2008, darauf folgte 2011 Der kleine Eisbär Lars, bring uns nach Hause!. Später erschienen noch die Bücher Kleiner Eisbär, Lars und die verschwundenen Fische (2017) und Kleiner Eisbär, Lars und die Pandabären (2021).

## Filme
Seit 1992 gibt es Lars, den kleinen Eisbären auch als Zeichentrickfilm zu sehen. Der Start begann mit einer Serie von 26 Kurzfilmen, die im Fernsehen ausgestrahlt wurde. Es folgten zwei Kinofilme aus dem Jahr 2001 und 2005 sowie 13 Folgen einer TV-Serie, die auf Kika, ARD/ZDF und ORF gesendet wurden.

### 5-Minuten-Kurzfilme
Im Fernsehen gab es Lars in kurzen Episoden mit jeweils ca. 5 Minuten Laufzeit im Rahmen der „Sendung mit der Maus“ zu sehen:
Im Jahr 1992 erschienen die Kurzfilme Die Eisscholle, Der Schneesturm, Das Ei, Die Polarstation, Das Netz, Die Falle und Der Auftrag. Im darauffolgenden Jahr folgten Der Tierfänger, Die Eishöhle, Das Labyrinth, Der Wetterballon, Das Boot und Das Fass.
Das Buch, Die Wabe, Die Blume, Der Teddy, Weißbär und Das Konzert erschienen 1994. Im letzten Erscheinungsjahr (1995) erschienen Der Wettkampf, Das Lagerfeuer, Die Polarnacht, Die Streiche, Bauchschmerzen, Liebesgeschichte und Der Schlittenhund.

### Kinofilme und Videos
Die Filme und Videos haben eine Spieldauer von jeweils 65–80 Minuten. Während die beiden Kinofilme jeweils ein neues, großes Abenteuer erzählen, bestehen die Videofilme der Serie „Neue Abenteuer, neue Freunde“ jeweils aus drei zusammengeschnittenen Folgen der 25-Minuten-Serie.
2001 erschien als erster Kinofilm der Reihe Der kleine Eisbär, 2005 folgte dann der zweite Film mit dem Titel Der kleine Eisbär 2 – Die geheimnisvolle Insel. Zwischen 2002 und 2004 erschienen vier Videofilme aus der Reihe „Neue Abenteuer, neue Freunde“: 2002 erschienen die Teile Der kleine Eisbär – Neue Abenteuer, neue Freunde (Alternativtitel: Der kleine Eisbär – Lars und der kleine Tiger) und Der kleine Eisbär – Neue Abenteuer, neue Freunde 2: Lars, Lea und Yuri (Alternativtitel: Der kleine Eisbär – Der Traum vom Fliegen), 2003 folgte Der kleine Eisbär – Nanouks Rettung und 2004 Der kleine Eisbär – Besuch vom Südpol.

### TV-Serie
Seit 2002 wurden in einer TV-Serie 13 Folgen mit einer Dauer von jeweils ca. 25 Minuten gezeigt:
Im Jahr 2002 erschien die erste Folge mit dem Titel Auf großer Reise, auf den die Folgen Das Geisterschiff und Besuch von Caruso folgten. In den darauffolgenden Jahren erschienen noch die Folgen Kleine Bärin, Die Polarstation, Der Schlittenhund, Die Tierfänger, Lea Braunbär und Auf dem Meeresgrund. Im großen Hafen, Im Tigerwald und Der Traum vom Fliegen folgten, die Serie wurde mit der Folge Zurück in den Dschungel beendet.

### Computerspiele
2001 erschienen Der kleine Eisbär: Das Spiel zum Kinofilm für PC und Der kleine Eisbär: Das Geheimnis des „Großen Bären“ für PC und Mac. Im Jahr 2003 folgten Kleiner Eisbär, kennst du den Weg? für PC und Mac und Der kleine Eisbär: Neue Abenteuer, neue Freunde für PC, ein Jahr später wurde für PC und Mac das Spiel Kleiner Eisbär, wohin fährst du? veröffentlicht. Kleiner Eisbär, hilf mir fliegen! erschien 2005 für den PC, im selben Jahr erschien Der kleine Eisbär 2: Die geheimnisvolle Insel für PC und Mac.

## Rezeption
Es gibt Ausgaben in 26 Sprachen, die an die zehn Millionen Mal verkauft wurden.
Durch geschicktes Merchandising wurde der kleine Eisbär Lars auch über die Grenzen der Bilderbuchwelt hinaus bekannt. Nachdem bereits 1999 in Deutschland eine Jugendmarke mit Lars verausgabt worden war, erschien im März 2008 von der Schweizerischen Post eine Briefmarke mit dem kleinen Eisbären als Sujet.